# Mandžusko

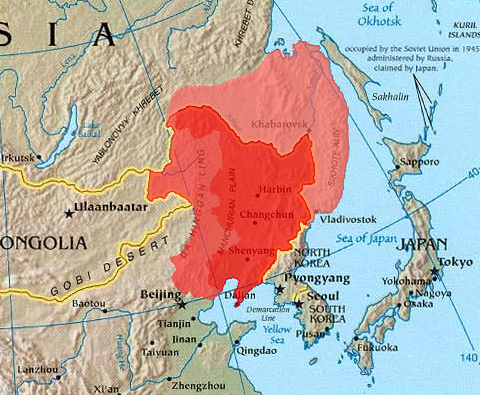
Historická mapa Mandžuska (červeně), Ruska (růžově), Japonska, Koreje a Mongolska

Mandžusko (česky dříve častěji Mančurie či Mandžursko, zjednodušená čínština 满洲, tradiční čínština: 滿洲, pchin-jin Mǎnzhōu, anglicky Manchuria, japonsky 満州, Manšú) je historická oblast na severovýchodě Číny, případně i v přilehlé části Ruska, o rozloze kolem 1,5 milionu km². Na severu je ohraničeno subarktickou tajgou a na západě nehostinnou pouští Gobi. Na východě ho omývá Japonské moře a na jihu hraničí s Koreou. Klima je monzunové kontinentální.
V rámci členění dnešní Čínské lidové republiky Mandžusko odpovídá Severovýchodní Číně a název „Mandžusko“ se používá jen zřídka pro své negativní konotace s japonskou okupací.
Nejvyšší horou Mandžuska je Pektusan (současně i nejvyšší hora Severní Koreje). Mandžusku se věnuje film Poslední císař.

## Dějiny
Do 10. století se v Mandžusku střetávali Číňané a Korejci, poté bylo ovládáno Kitany, Džürčeny a Mongoly. Začátkem 15. století si Mandžusko na několik desetiletí podrobila čínská dynastie Ming. Koncem 16. století sjednotil Nurhači místní džürčenské kmeny. Tak vznikli Mandžuové, kteří propůjčili Mandžusku své jméno. Nurhačiho potomci založili mandžuskou dynastii Čching, která do roku 1911 vládla Číně. Koncem března 1918 cestoval Mandžuskou drahou přes Mandžusko do korejského Pusanu Tomáš Garrigue Masaryk na své cestě z Ruska do Ameriky. V letech 1932–1945 bylo území (čínského) Mandžuska okupováno Japonskem a následně do roku 1946 Sovětským svazem.